# أرطوسياس في فينيقيا
أرطوسياس في فينيقيا (بالإغريقية: Ὀρθωσία)‏ ، المعروفة أيضًا بلفظ أورثوسياس، كانت بلدة في مقاطعة فينيقيا الأولى الرومانية، وأسقفية كانت نيابة بطريركية تابعة لصور.

## التاريخ والجغرافيا
تم ذكر المدينة لأول مرة في سفر المكابيين الأول، 15: 37، كميناء فينيقي؛   يضعها پلينيوس  بين طرابلس جنوبًا، ونهر إليوثروس (المعروف أيضًا باسم ألوتارس، اليوم باسم النهر الكبير) شمالًا؛ يضعها سترابو،  بالقرب من إليوثروس؛ تشير "لوحة" پويتينڠر، موافقة مع هيروكليس، جورج من قبرص، وغيرهم، إلى أنها تقع بين طرابلس وأنترادوس (طرطوس).
اكتشاف عملات على ضفاف إليوثروس من أرطوسياس، التي يعود تاريخها إلى أنطونيوس بيوس والتي تحمل أشكال عشتروت، أدت إلى تحديد موقع أرطوسياس بالقرب من نهر البارد في بقعة تميزت أنقاض، مدعوة باسم برج حكمون اليهودي.

## الأساقفة
يذكر لو كوين  أربعة أساقفة، بدايةً مع فوسفوروس في القرن 5. يظهر لقبان لاتينيان من القرن 14 عند أوبيل.  في قوائم الأبرشيات لأنطاكيا للقرن 6  أرطوسياس هي نيابة بطريركية لصور، بينما في القرن 10 (المرجع السابق، X ، 97) يتم الخلط بينها وبين أنترادوس (طرطوس) أو طرطوشة.

## روابط خارجية
- صفحة التسلسل الهرمي الكاثوليكي